# 1497
- Wikisource

| Calendário gregoriano                                                        | 1497 MCDXCVII                                         |
| Ab urbe condita                                                              | 2250                                                  |
| Calendário arménio                                                           | 946 – 947                                             |
| Calendário bahá'í                                                            | -347 – -346                                           |
| Calendário budista                                                           | 2041                                                  |
| Calendário chinês                                                            | 4193 – 4194 Início a 3 de fevereiro (aproximadamente) |
| Calendário copta                                                             | 1213 – 1214                                           |
| Calendário etíope                                                            | 1489 – 1490                                           |
| Calendários hindus - Vikram Samvat - Calendário nacional indiano - Cáli Iuga | 1552 – 1553 1418 – 1419 4597 – 4598                   |
| Calendário Holoceno                                                          | 11497                                                 |
| Calendário islâmico                                                          | 902 – 903                                             |
| Calendário judaico                                                           | 5257 – 5258                                           |
| Calendário persa                                                             | 875 – 876                                             |
| Calendário rúnico                                                            | 1747                                                  |
| Calendário solar tailandês                                                   | 2040                                                  |

1497 (MCDXCVII, na numeração romana) foi um ano comum do século XV do Calendário Juliano, da Era de Cristo, e a sua letra dominical foi A (52 semanas), teve início a um domingo, terminou também a um domingo.
| Ano completo                    |
| ------------------------------- |
| Ano comum com início ao domingo |

## Eventos
- D. Manuel, Duque de Beja, sobe ao trono e faz reverter para a coroa o arquipélago da Madeira.
- Acolhimento de clérigos pobres por parte da Albergaria e Capela de São Bartolomeu fundada por Gonçalo Anes de Velosa.

### Janeiro
- 23 de janeiro - Criação de uma nova fonte de receita em favor da nova igreja na ilha da Madeira por alvará do rei D. Manuel.

### Maio
- 13 de maio - O Papa Alexandre VI excomunga Girolamo Savonarola.
- Nomeação de João Rodrigues da Câmara como Capitão do donatário da ilha de São Miguel.

### Junho
- 24 de junho - João Caboto, pai de Sebastião Caboto e navegador ao serviço da Inglaterra atravessa o Atlântico Norte e chega à Costa do Labrador.

### Julho
- 8 de julho - Parte do Restelo a armada chefiada por Vasco da Gama, iniciando a expedição semi-planetária rumo à Índia que terminaria dois anos depois.
- 15 de julho - A caminho da Índia, Vasco da Gama chega às Ilhas Canárias.

### Outubro
- Outubro - Mês do casamento de D. Manuel I de Portugal com D. Isabel de Aragão e Castela, Rainha de Portugal.

### Dezembro
- 16 de dezembro - Vasco da Gama passa pelo rio Great Fish, de onde Bartolomeu Dias havia retornado para Portugal.